# یوآکاری نبلینا
یوآکاری نبلینا (نام علمی: Cacajao hosomi) نام یک گونه از سرده یوآکاری است که عموماً در شمال جنگل‌های آمازون و جنوب ونزوئلا یافت می‌شود.